# Heiser Ridge
Heiser Ridge är en bergstopp i Antarktis. Den ligger i Västantarktis. Argentina, Chile och Storbritannien gör anspråk på området. Toppen på Heiser Ridge är 1 156 meter över havet.
Terrängen runt Heiser Ridge är huvudsakligen kuperad. Trakten är obefolkad. Det finns inga samhällen i närheten.